# Урумчі (аеропорт)

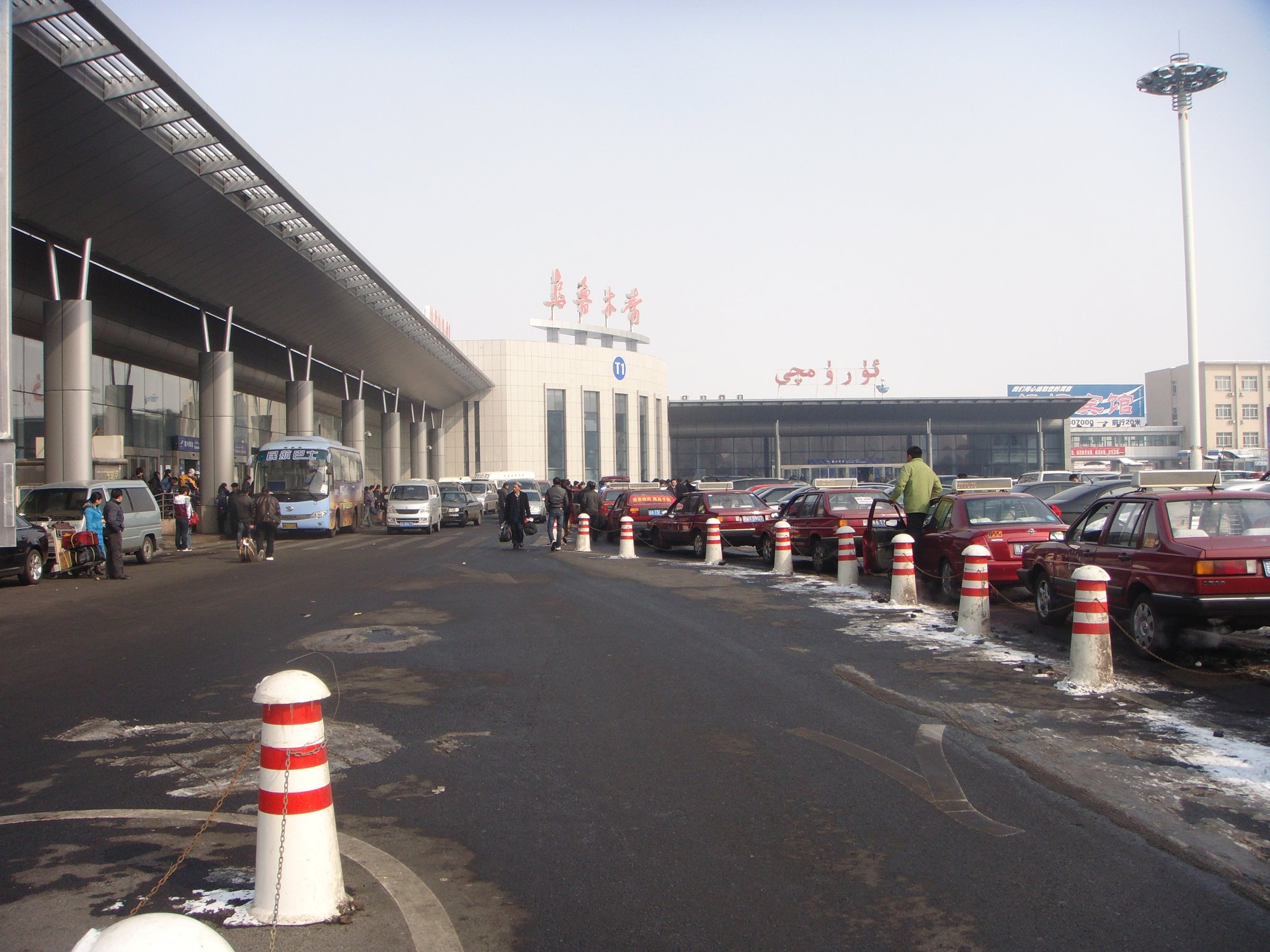

Урумчійський міжнародний аеропорт Дівопу (кит. спр. 乌鲁木齐地窝堡国际机场, піньїнь: Wūlǔmùqí Dìwōpù Guójì Jīcháng) (IATA: URC, ICAO: ZWWW) розташований у волості Дівопу району Сіньші міського округу Урумчі — столиці Сіньцзян-Уйгурського автономного району в північно-західній частині Китаю. Аеропорт знаходиться за 16 км від ділового центру Урумчі. Це базовий аеропорт для авіакомпаній China Southern Airlines і Hainan Airlines. Крім того, це найбільший аеропорт в західному Китаї і з 2012 року він займає 15-е місце серед найзавантаженіших аеропортів Китаю за пасажиропотоком (13,3 млн.).

## Історія
В 1973 році аеропорт в Урумчі був відкритий для іноземних пасажирів в. Він служив для екстреної посадки літаків, що вилітали в Європу і західну Азію.

## Можливості
Аеропорт займає площу 4,84 км2. Злітно-посадкова смуга має протяжність 3 600 метрів. В аеропорту можуть приземлятися великі літаки, такі як Boeing 747. На льотному полі площею 11 гектарів можуть розміститися 30 літаків.

## Термінал 3
Будівництво термінала 3-го відбувалося на захід від нинішньої будівлі термінала і почалося у квітні 2007 року. Воно обійшлося в 1,3 млрд юанів (близько 270 млн доларів США). Цей термінал дозволив Діуопу обслуговувати 16,35 мільйона пасажирів, а також обробляти 275 000 тонн вантажів та 155 000 літаків на рік.
Термінал 3-й також додатково додав двадцять один телетрап і майже 106 000 квадратних метрів нових площ.

## Використання
У 2002 році аеропорт Урумчі обслужив 1 673 400 пасажирів і 35 тис. тон вантажів. Влітку 2005 року аеропорт почав приймати рейси великих іноземних авіакомпаній. В цей час Дівопу почав розвиватися. У червні 2005 року компанія Korean Air з Сеула стала першою, яка надавала сезонні послуги. А двома місяцями пізніше Пакистанські Міжнародні авіалінії почали літати з Ісламабаду цілий рік. Обидві авіакомпанії використовували широкофюзеляжні літаки Airbus. Операції міжнародних авіаліній Пакистану тривали недовго і були припинені в квітні 2006 року.

## Авіакомпанії і напрямки
| Авіакомпанія            | Пункт призначення |
| ----------------------- | --- |
| Aero Mongolia           | Ховд, Улан-Батор |
| Air Astana              | Алмати, Нур-Султан |
| Air Manas,              | Бішкек |
| Air China               | Пекін, Ченду, Цзінань, Ланьчжоу |
| Ariana Afghan Airlines  | Кабул |
| AZAL                    | Баку |
| China Eastern Airlines  | Куньмін, Ланьчжоу, Нанкін, Шанхай, Сіань |
| China Southern Airlines | Алма-Ата, Ашхабад, Баку, Пекін, Бішкек, Ченду, Чунцін, Душанбе, Хефей, Хотан, Іркутськ, Ісламабад, Цзінань, Кашгар, Худжанд, Ланьчжоу, Москва,Нанкін, Новосибірськ, Ош, Ціндао, Тайюань, Тбілісі, Тегеран, Ухань, Санкт-Петербург, Сіань, Їньчуань, Іу, Чженчжоу, Шанхай |
| Hainan Airlines         | Аксу, Астана, Пекін, Чанша, Ченду, Дуньхуан, Гуанчжоу, Ханчжоу, Кашгар, Корла, Куньмін, Ланьчжоу, Санья (місто), Шеньчжень, Сіань, Іньїнь |
| Itek Air                | Бішкек |
| Kam Air                 | сезонно: Кабул |
| Korean Air              | сезонно: Сеул |
| Киргизстан              | Бішкек |
| РусЛайн                 | Барнаул, Єкатеринбург, Омськ |
| S7 Airlines             | Новосибірськ |
| Shandong Airlines       | Цзінань |
| Somon Air               | Душанбе |
| Spring Airlines         | Шанхай |
| Tajik Air               | Душанбе |

### Вантажі
| Авіакомпанія            | Пункт призначення |
| ----------------------- | ----------------- |
| China Southern Airlines | Франкфурт         |
| China Southern Airlines | Шанхай            |